# Sang pour sang, le réveil des vampires
Sang pour sang, le réveil des vampires est une monographie illustrée sur l’histoire culturelle et sur le folklore des vampires, écrite par le professeur et spécialiste du mythe du vampire Jean Marigny, et parue chez Gallimard en 1993. Cet ouvrage est le 161e titre dans la collection « Découvertes Gallimard ».

## Genèse de l’œuvre
L’opus était une réactivité par rapport à la sortie du film Dracula de Coppola en 1992. Après le film, la médiatisation autour des vampires battait son plein et Gallimard, pour sa collection « Découvertes Gallimard », cherchait un auteur pour écrire un livre sur les vampires. C’est Jean Marigny, remarqué par sa thèse sur les vampires dans la littérature anglo-saxonne, qui sera choisi. Après quelques semaines de travail intensif pour faire correspondre la sortie du livre avec la sortie du film, Sang pour sang a vu le jour. Ce fut un succès immédiat que le livre s’est vendu à 130 000 exemplaires et réédité plusieurs fois. Une nouvelle édition revue et corrigée est sortie en 2010, tirée par le succès de la série Twilight.

## Introduction et résumé
Cet ouvrage en format poche (125 × 178 mm) fait partie de la série Culture et société (anciennement appartenant à la série Traditions) dans la collection « Découvertes Gallimard ». Selon la tradition des « Découvertes », cette collection repose sur une abondante documentation iconographique et une manière de faire dialoguer l’iconographie documentaire et le texte, enrichie par une impression sur papier couché ; en d’autres termes, « de véritables monographies, éditées comme des livres d’art ». C’est presque comme un « roman graphique », rempli de planches en couleurs.
Ici l’auteur retrace en quatre chapitres l’histoire et l’évolution de cette créature dans les légendes et la littérature, de l’antiquité aux rues éclairées de Londres : les origines du mythe, la référence à la mythologie grecque en particulier, la confusion avec les morts-vivants, les peurs liées au peste à le Moyen Âge… (chap. premier : « L’Amour du sang », p. 13–29) ; l’Église reconnaît officiellement l’existence des morts-vivants (chap. II : « Le Vampire consacré », p. 31–43) ; l’âge d’or du vampire est à le siècle des Lumières où de telles croyances devraient être interdites (chap. III : « L’Âge d’or du vampirisme », p. 45–63) ; puis, à l’époque victorienne, le vampire devient un personnage incontestable des théâtres et des soirées mondaines (chap. IV : « Le Réveil du vampire », p. 65–95). Ce n’est pas Dracula de Bram Stoker, mais Le Vampire de John Polidori est la première histoire de vampire moderne publiée, Sang pour sang est donc dédié à cet écrivain romantique.
Marigny explique dans l’ouvrage que Stoker s’est inspiré de Carmilla de Sheridan Le Fanu pour son propre roman. Le livre aborde, entre autres sujets, le culte du sang, Vlad l’Empaleur, la comtesse Báthory, les superstitions, la réaction de l’Église au vampirisme, les vampires au cinéma et l’affaire de vampirisme dans le cimetière de Highgate à Londres, dans les années 1970. La deuxième partie du livre, les « témoignages et documents », contenant une compilation d'extraits qui sont divisés en sept parties.

## Contenu de la nouvelle édition
Le corpus
- Ouverture (p. 1–9 : Max Schreck dans Nosferatu ; Christopher Lee dans Dracula, prince des ténèbres ; scène d’exorcisme dans Dracula, prince des ténèbres ; Sadie Frost dans Dracula ; Gary Oldman dans Dracula ; Christopher Lee dans Le Cauchemar de Dracula ; affiche du film Twilight, chapitre I : Fascination avec Robert Pattinson ; Béla Lugosi et Helen Chandler dans Dracula ; Tom Cruise et Nicole DuBois Favre dans Entretien avec un vampire)
- Chapitre premier : « L’Amour du sang » (p. 13–29)
- Chapitre II : « Le Vampire consacré » (p. 31–43)
- Chapitre III : « L’Âge d’or du vampirisme » (p. 45–63)
- Chapitre IV : « Le Réveil du vampire » (p. 65–95)

Témoignages et documents
1. Sur un tyran nommé Dracula (p. 98–99)
2. Le vampirisme à travers les siècles (p. 100–105)
3. La réaction rationaliste (p. 106–107)
4. Le Dracula de Bram Stoker (p. 108–111)
5. Les vampires et les lettres (p. 112–115)
6. Le vampire en poésie (p. 116–117)
7. Les vampires, de la littérature au cinéma (p. 118–119)

Annexes
- Filmographie (p. 120–121)
- Bibliographie (p. 122)
- Table des illustrations (p. 122–125)
- Index (p. 125–127)
- Crédits photographiques/Remerciements (p. 127)

## Accueil
Le site Babelio confère au livre une note moyenne de 3,85 sur 5, sur la base de 31 notes. Sur le site Goodreads, le livre obtient une moyenne de 3,94/5 basée sur 49 notes ; et une moyenne de 7,9/10 basée sur 12 notes, sur le site SensCritique, indiquant des avis généralement positifs.
Dans le quotidien Le Monde, un auteur anonyme pense que le livre est « un très joli, très instructif et très ludique petit ouvrage, vade-mecum au pays des buveurs de sang. »
Sur le site Vampirisme, la critique dit : « Cet ouvrage de Jean Marigny, paru en 1993, est un modèle du genre. L’auteur retrace ici la chronologie du mythe des vampires, depuis l’antiquité à nos jours. […] L’ouvrage est par ailleurs fort bien documenté, très bien illustré, et agrémenté d’annexes des plus intéressantes, qu’il s’agisse d’anecdotes sur Dracula, de retranscription des rapports les plus connus confirmant l’existence de vampires, d’extraits de romans et poésie, voire de prière pour chasser les vampires. En bref si vous désirez approfondir le sujet et vous initier plus en avant à la thématique des vampires, voilà le livre qu’il vous faut. »
Dans le magazine en ligne Le Salon Littéraire, Matthieu Buge signe une critique positive : « À grand renfort d’illustrations et de documents, Jean Marigny explique avec simplicité les origines multiples de ce qui allait devenir un jour le Comte Dracula. [...] Le vampire est un personnage tellement fréquent dans les fictions littéraire et audiovisuelle des deux siècles précédent qu’il nous est presque trop familier et que l’on pourrait avoir tendance à ne se poser aucune question à son sujet. À grand renfort de documents d’époques diverses, Jean Marigny (re)fait donc découvrir avec plaisir bon nombre de détails fascinants de la construction de la légende, ses ressorts et ses propagateurs, dans un ouvrage accessible, synthétique et complet comme tout bon ‹ Découvertes Gallimard ›. »

## Éditions internationales
| Titre                                     | Traduction littérale                                         | Langue               | Pays                         | Collection (numéro dans la collection) | Éditeur                             | Traducteur              | Année de première parution | ISBN                 |
| ----------------------------------------- | ------------------------------------------------------------ | -------------------- | ---------------------------- | -------------------------------------- | ----------------------------------- | ----------------------- | -------------------------- | -------------------- |
| Sang pour sang, le réveil des vampires    | –                                                            | Français de France   | France                       | Découvertes Gallimard (no 161)         | Éditions Gallimard                  | –                       | 1993                       | (ISBN 9782070532032) |
| Vampires: The World of the Undead         | « Vampires : Le monde des morts-vivants »                    | Anglais britannique  | Royaume-Uni                  | New Horizons (sans numéro)             | Thames & Hudson                     | Lory Frankel            | 1994                       | (ISBN 9780500300411) |
| Vampires: Restless Creatures of the Night | « Vampires : Créatures agitées de la nuit »                  | Anglais américain    | États-Unis                   | Abrams Discoveries (sans numéro)       | Harry N. Abrams                     | Lory Frankel            | 1994                       | (ISBN 9780810928695) |
| El despertar de los vampiros              | « Le réveil des vampires »                                   | Espagnol             | Espagne, Amérique hispanique | Biblioteca de bolsillo CLAVES (no 31)  | Ediciones B                         | Ferrán Esteve Gutiérrez | 1999                       | (ISBN 9788440693730) |
| Vampirji: znova na pohodu                 | « Vampires : à nouveau en marche »                           | Slovène              | Slovénie                     | Mejniki (sans numéro)                  | DZS (sl)                            | Dušanka Zabukovec       | 1995                       | (ISBN 9788634114232) |
| Дракула и вампиры                         | « Dracula et les vampires »                                  | Russe                | Russie                       | Открытие (sans numéro)                 | AST (en)                            | G. Tsaregradskiy        | 2002                       | (ISBN 9785170111916) |
| 吸血鬼伝説                                | « La légende des vampires »                                  | Japonais             | Japon                        | 知の再発見 (no 38)                     | Sōgensha (ja)                       | Kenichi Nakamura        | 1994                       | (ISBN 9784422210889) |
| 吸血鬼：暗夜裡尋找生命                    | « Vampires : à la recherche des vivants dans la nuit noire » | Chinois traditionnel | Taïwan                       | 發現之旅 (no 21)                       | China Times Publishing (zh)         | Yuetian Wu              | 1995                       | (ISBN 9789571317243) |
| 吸血鬼：暗夜里寻找生命                    | « Vampires : à la recherche des vivants dans la nuit noire » | Chinois simplifié    | Chine                        | 发现之旅 (no 21)                       | Shanghai Bookstore Publishing House | Yuetian Wu              | 1999                       | (ISBN 9787806226148) |
| 흡혈귀: 잠들지 않는 전설                  | « Vampires : la légende qui ne dort jamais »                 | Coréen               | Corée du Sud                 | 시공 디스커버리 (no 35)                | Sigongsa (en)                       | Dong-hyun Jang          | 1996                       | (ISBN 9788972593300) |